# Первомайский (городской округ город Тамбов)
Первомайский — посёлок в Тамбовской области России. Входит в городской округ город Тамбов.

## География
Посёлок находится на берегу ручья Ближний Колов, примыкая к северной границе Тамбова. В посёлке несколько улиц и переулков.

## История
До 2021 года посёлок входил в состав Донского сельсовета Тамбовского района Тамбовской области. 
В 2021 году в состав посёлка Первомайский был включён микрорайон Майский, который ранее относился к деревне Красненькая. Это было обосновано тем, что жители Майского поддержали, а жители основной части Красненькой не поддержали переподчинение Тамбову их домов.  После этого в конце 2021 года посёлок Первомайский с прилегающими землями был включён в состав городского округа город Тамбов.

## Население
| 2002 | 2010 |
| ---- | ---- |
| 24   | ↗74  |